# استین، هلند جنوبی
استین (به هلندی: Stein) یک منطقهٔ مسکونی در هلند است که در کریمپنروارد واقع شده‌است. استین ۱٬۰۶۰ نفر جمعیت دارد.